# Битва при Геронтас
Сражение в заливе Геронтас (греч. Ναυμαχία του Γέροντα) — крупнейшее морское сражение Освободительной войны Греции 1821—1829 годов, состоявшееся 29 августа (10 сентября) 1824 года между флотом греческих повстанцев и объединёнными флотами Османской империи и её вассалов Египта, Алжира, Туниса и Триполи (Ливии) в заливе Геронтас (ныне Мандалья) в Эгейском море к западу от Лероса.

## Предыстория
С 1821 по 1824 годы, Османская империя пыталась безуспешно подавить Греческую революцию. В 1824 году турецкий султан был вынужден обратиться за помощью к своему вассалу Мухамеду Али, правителю Египта, который располагал армией и флотом, организованными европейскими, в основном бывшими наполеоновскими офицерами. К войне на море, ещё в больших масштабах по сравнению с начальным периодом войны, были привлечены также флоты Алжира, Туниса и Триполи.
27-29 мая 1824 года египетский флот разрушил остров Касос. Запоздавшая мобилизация греческого флота и ошибочные действия греческого правительства дали возможность османскому флоту блокировать остров Псара. После героической обороны псариотов туркам удаётся высадится на острове и подвергнуть резне население. Однако уже мобилизованный греческий флот не позволил османам высадится на остров Самос и устроить резню подобной той, что случилась на острове Хиос. В морском сражении возле острова Самос, длившемся с 30 июля по 5 августа 1824 года греческий флот одержал победу и вынудил османский флот уйти к Архипелагу Додеканес.

## Флоты
В Самосском сражении приняли участие 1-я эскадра острова Идра, под командованием адмирала Георгиоса Сахтуриса и 1-я эскадра острова Спеце под командованием адмирала Коландруцоса. Флот острова Псара запоздал и не успел принять участие в сражении.
20 августа 1824 года у островка Липсо, что лежит между островами Патмос и Калимнос, встретились 1-я и 2-я эскадры Идры, 1-я и 2-я эскадры Спеце и флот Псара. Это было самое большое соединение флота с начала революции: 70 вооружённых кораблей, 5 тысяч моряков и 800 пушек.
В то же время, османский флот соединился на Додеканеских островах с флотами Египта, Алжира, Туниса и Триполи и насчитывал более 100 боевых кораблей: флагманский линейный корабль Хосрефа-паши, 25 фрегатов, 50 корветов и бриги, голеты. Согласно французскому адмиралу Жюрьену де ла Гравьеру, сюда следует добавить и 400 транспортов. На борту объединённого мусульманского флота было 8 тысяч моряков, 2 тысячи пушкарей. Европейцы, в основном французы, составляли значительную часть офицеров египетского флота. В дополнении к этому, на борту транспортов находилось 16 тысяч солдат. Хосреф-паша уяснил Ибрагиму, приёмному сыну правителя Египта, который возглавлял египетскую армию и флот, что целью экспедиции по прежнему остаётся Самос — последний оплот греческой революции в восточной части Эгейского моря.

## Сражение у островаКос

Остров Кос и Бодрум

Ещё 17 августа, Яковос Томбазис, со своим голетом захватил австрийский транспорт, от которого была получена информация о том, что османский и египетский флоты находятся напротив острова Кос. Совет адмиралов островов принял решение не дожидаться неприятеля, а атаковать его в проливе между островом Кос и Галикарнасом (сегодняшним Бодрумом).
Впереди шли 6 брандеров: капитаны Пипинос, Роботис, Теохарис с острова Идры, капитан Кастелиотис с острова Спеце, капитан Димитриос Папаниколис и капитан Вурлос с острова Псара. Как только турки обнаружили приближение греческого флота, Хосреф и Ибрагим дали приказ своим кораблям поднять паруса.
Командующий греческим флотом Миаулис Андреас-Вокос поднял сигнал: всему флоту войти в пролив. И опять победу греческому флоту подарили брандеры, гонявшиеся за турецкими судами в проливе. Адмирал Г. Сахтурис писал в своём дневнике: «брандеры — душа нашего флота. Без них мы не смогли бы достичь ничего, или совсем малого, с неприятелем имевшем корабли несравнимые с нашими ни числом, ни возможностями».
Брандер псариота Вурлас получил 5 ядер в ватерлинию, а после столкновения с греческим бригом стал неуправляемым. Экипаж был вынужден сжечь его. Пропал и брандер капитана Манезаса.
За флагманом Хосрефа гонялся брандер капитана Константиса Никодимоса. Турецкий флагман  скрылся в Бодруме, получив в спешке от столкновений повреждения. Но и знаменитый египтянин Измаил-Гибралтар, который сжёг город Галаксиди и разрушил остров Касос, чудом спасся от брандера капитана Пипиноса.
С наступлением ночи греческий флот вышел из пролива. «Мы поняли, что не добились ничего» (из дневника кап. Цамадос).
Утром ветер посвежел и Миаулис поднял сигнал флоту становится на якоря в заливе Геронтас (греч. Γέροντας «старик») на ионийском (малоазийском) побережье, севернее Бодрума. В проливе остались только 2 дозорных брига.

## Геронтас
Греческий флот оставался в заливе 2 дня, готовый перехватить турецкий флот, если тот направится к Самосу. 28 августа 7 турецких кораблей вышли из Бодрума, с целью обнаружения расположения греческого флота. Весь греческий флот встал под паруса, полагая что это османский авангард. Но турки, выпустив несколько ядер, развернулись и ушли в Бодрум.
Греческий флот находился у скал Гидия (греч. Γίδια «козы»). Было принято решение вернуться и снова встать в заливе Геронтас, но слабый ветер позволил встать в заливе только 15 кораблям. Среди них флагман Идры, под командованием Миаулиса, и флагман Спеце, под командованием Коландруцоса. Остальной флот, включая все корабли острова Псара, встал на рейде между островками Фармакониси и Гайдурониси.

## Сражение

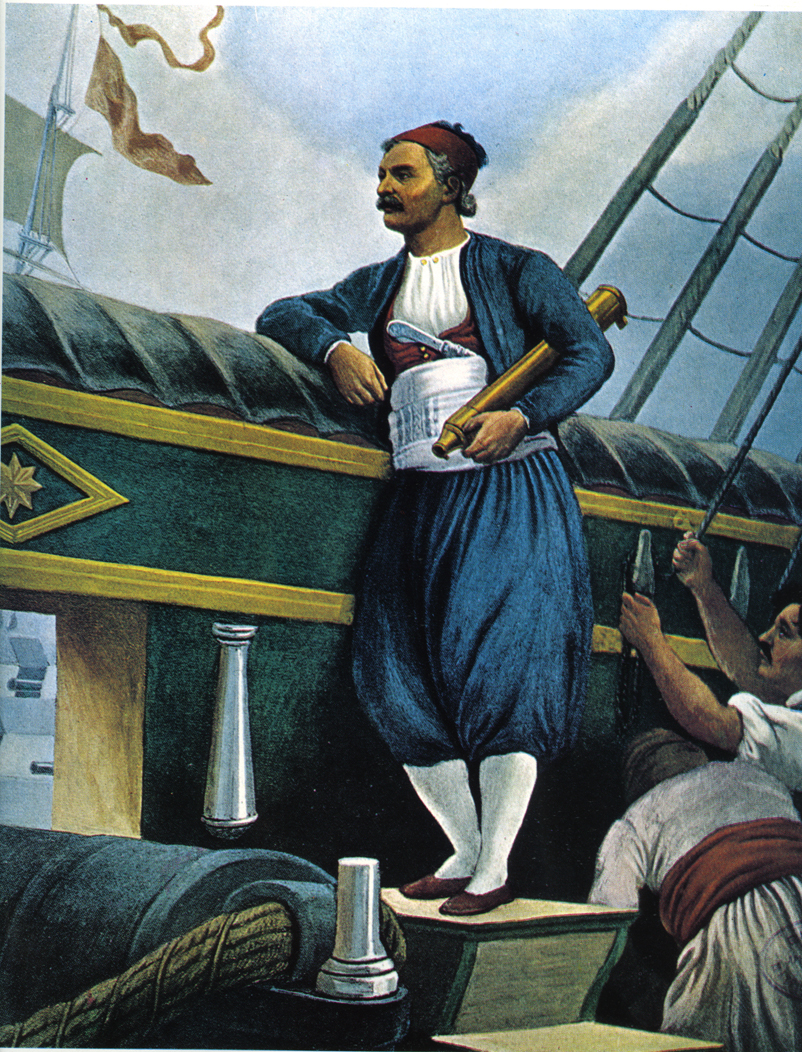
Петер фон Гесс. Андреас Миаулис на борту «Коса»

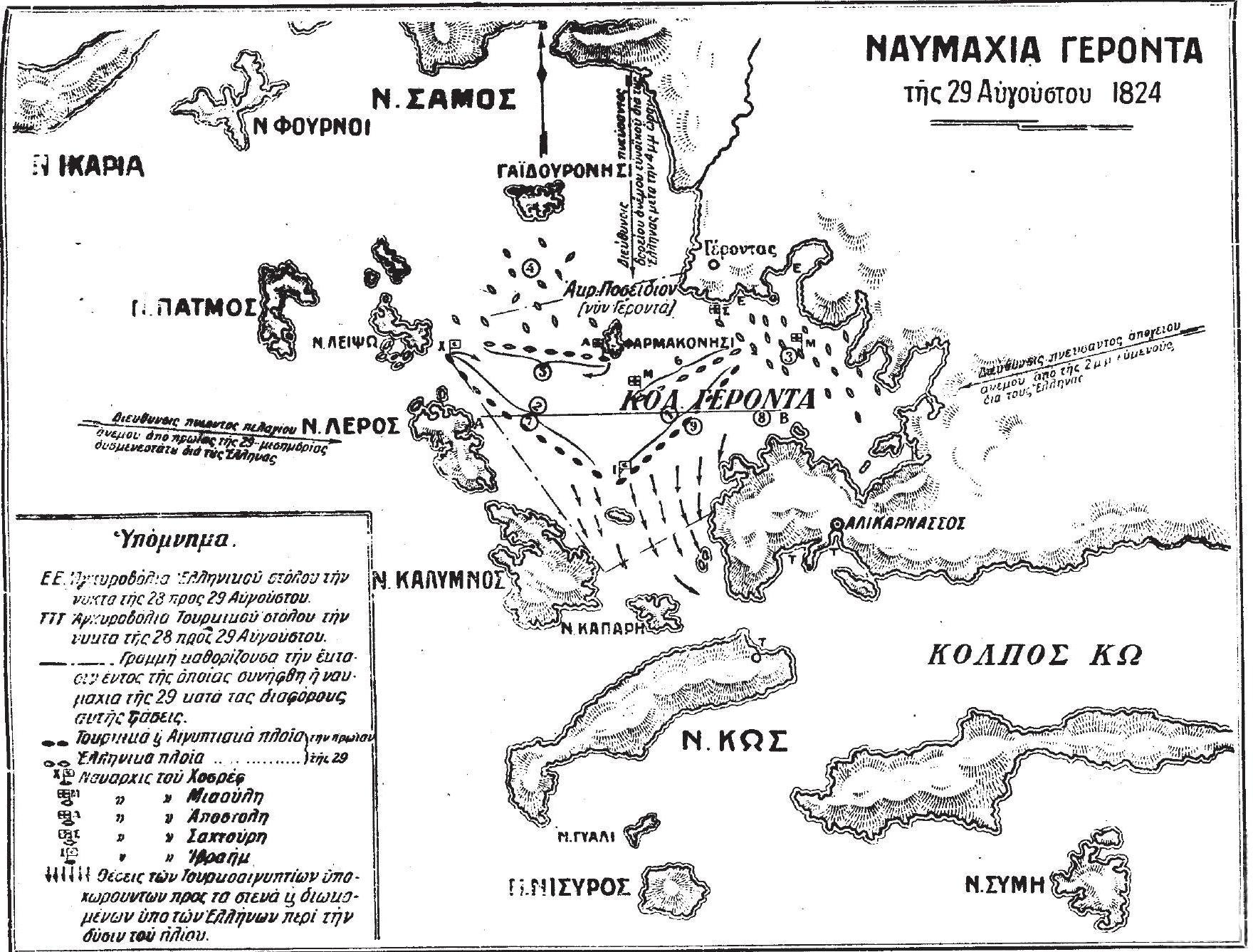
Карта боя при Геронтас

На рассвете 29 августа из Бодрума, в северном направлении, вышли османский и египетский флоты, в общей сложности 86 кораблей. Флоты шли двумя линиями: во главе левой линии шёл флагманский корабль Хосрефа, с целью охватить справа греческий флот. Вторую линию возглавлял флагманский корабль Ибрагима, с целью поразить стоящие в заливе греческие корабли. Находящиеся с Ибрагимом французские офицеры сразу оценили предоставившуюся им возможность уничтожить греческие корабли в заливе.
Сражение началось для греков при самых неблагоприятных обстоятельствах. Турки шли при благоприятном для них ветре, в то время как почти полное безветрие в заливе не давало возможность греческим кораблям выйти из него. Сложилась критическая, просто отчаянная, ситуация для блокированных в заливе кораблей. Греческие экипажи, не уповая только на веление судьбы, спустили шлюпки и, задействовав их концами к своим кораблям, буксировали их гребя изо всех сил. Было мало вероятности что они успеют вывести корабли из залива до подхода турецкого флота, но это была их последняя надежда. Идущие впереди корветы Измаил-Гибралтара уже открыли огонь.
В этот критический час адмирал псариотов Николис Апостолис, находившийся на дальнем рейде, дал команду своим брандерам атаковать. Папаниколис и Никодимос ринулись в атаку. Папаниколис, герой Эрессоса, снова отличился и как пишет идриот Сахтурис «бросившись на два впереди идущих фрегата, обратил их в бегство».
Немедленно сразу за брандерами в бой вступили и другие греческие корабли с рейда.
Воспользовавшись замешательством турок, греческие корабли стали выходить один за другим из залива. Первым вышел флагманский корабль Миаулиса и стал маневрировать, чтобы принять участие в сражении. Флоты двух сторон вели огонь из 3 тысяч пушек.
Но теперь ветер благоприятствовал грекам. Идриот, капитан Яннис Матрозос, крепит свой брандер на египетский бриг, но его европейский экипаж тушит огонь. К этому же бригу пристаёт идриот, капитан Андреас Пипинос, но после ранения Пипиноса экипаж поджигает брандер раньше времени. Третьим к бригу пристал специот, капитан Лазарос Мусус и поджигает его. Экипаж бросается в море. Миаулис поднимает сигнал всем оставшимся брандерам: «с помощью Креста, атакуйте!».
Идриот, капитан Теохарис, пристаёт к красавцу 44 пушечному фрегату, тунисскому флагману построенном в Марселе. На его борту кроме 500 моряков было 800 солдат и европейских офицеров. Многие попадали в море, но ветер не благоприятствует огню.
Миаулис даёт команду капитану Ватикиотису пристать к этому же фрегату. Вскоре огонь обнял фрегат и через полчаса он взлетел на воздух.
После этого турки теряют дух и флагманские корабли Хосрефа, Ибрагима, Измаил-Гибралтара и Алжира спешно покинули сражение.
Победу в этом самом большом морском сражении Освободительной войны подарили Греции выучка и способность греческих моряков маневрировать и, в очередной раз, брандеры.

## После сражения
Адмирал специотов в своём рапорте посланном на Спеце писал: «они будут прятаться на Косе и в Галикарнасе, пока не найдут возможность уйти, одни в Константинополь, а другие в Египет».
Более приземлённый, Миаулис писал на свой остров: «Братья, мы дважды победили врага, но именно из-за этих побед, мы в опасности. Наши 3 острые сегодняшние необходимости это: продовольствие боеприпасы и брандеры…. Нам по прежнему противостоят более 70 боевых кораблей. Мы нуждаемся в большом количестве брандеров. Брандеры присылайте как можно скорее.».

## Бегство Хосрефа
Опасность для Самоса ещё не миновала. Греческий флот расположился между островками Липсо и Аркиус. 6 сентября появились 200 турецких кораблей, из которых 90 больших. Было очевидно, что турки идут высаживаться на Самос. При минимальных запасах боеприпасов и без брандеров, Миаулис дал приказ отойти и встать перед Самосом, у побережья от Марафокампо до Св. Марины, самого удобного для высадки. Было поднято для обороны и все население острова.
К вечеру разразилась гроза. Турецкий флот оказался в открытом море и стал искать убежище. Турецкие корабли разбежались, многие вернулись в Бодрум. Самос был спасён в очередной раз.
9 сентября флот Хосрефа был замечен у острова Патмос и шёл курсом на Тинос. Флот Хосрефа сильно отличался от того, что вышел в Эгейское море 6 месяцев тому назад. Он потерял при осаде Псара, в Самосском сражении, в Сражении при Геронтас десятки кораблей, тысячи моряков и пушечников. Оставшиеся корабли были сильно потрёпаны. Оставив Ибрагиму 15 лучших кораблей, Хосреф торопился скрыться в Дарданеллах, убегая от посланных Миаулисом вдогонку нескольких греческих кораблей.

## Ночное сражение приМитилини
Корабли Идры встали у Волисос, на западном побережье Хиоса, а специоты и псариоты на разрушенном острове Псара. 22 сентября была получена информация о том, что корабли Ибрагима показались у мыса Карабурну, севернее Чесмы. Псариоты однако направились к острову Сирос, за провиантом. Лишь брандерист Никодимос отказался идти с ними: «я служу своей нации, а не адмиралу псариотов. Последую за Миаулисом, который вышел на поиски врага».
Миаулис боялся новой попытки турок высадится на Самос и пошёл к нему, но не найдя турок у Самоса, прошёл проливом между островом Хиос и Ионией (Малой Азией) и обнаружил что турки идут к острову Лесбос. В полночь, с 24 на 25 сентября Миаулис настиг турко-египетский флот который шёл вывесив огромное количество фонарей.
Вперёд пошли греческие брандеры и турки отстреливались от них кормовыми пушками. Но вот два идриота, капитаны Т. Теофанис и Д. Калояннис пристают с двух бортов к тунисскому бригу. Теофанису ветер не благоприятствует, но огонь с брандера Калоянниса перебрасывается на бриг. Через 15 минут бриг взлетает на воздух. Никодимос пристал к египетскому корвету, когда случилось непредвиденное. Огонь через орудийный порт сразу дошёл до погреба и экипаж брандера, только-что отвязавший шлюпку, чудом остался в живых.
У греков оставалось только 2 брандера. К рассвету кап А. Робоцис пристал к египетскому корвету, но сжёг брандер без видимого результата.
Однако флот Ибрагима был уже в панике, в результате которой многие корветы и бриги были выброшены или разбились на побережье Лесбоса.
После этого сражения греческий флот вернулся, на всякий случай, к Самосу и Ибрагим был вынужден вернуться в Кос. Здесь он не только отнял командование у струсивших капитанов, но привязав их к мачтам дал приказ высечь их.
Когда на Кос прибыли транспорты из Александрии с ещё 5 тысячами солдат, Ибрагим принял решение прекратить затею с Самосом и идти на Крит, а оттуда высаживаться на Пелопоннес, который с самого начала был основной целью его экспедиции.

## Бегство Ибрагима
19 октября к греческому флоту прибыл Константин Канарис который наконец получил новый брандер.
28 октября была получена информация о том, что флот Ибрагима оставил Кос и Бодрум. 52 греческих корабля встали под парус. От впереди идущих была получена информация, что турки были замечены у острова Нисирос. Было очевидно что Ибрагим шёл к Криту. У острова Астипалея впереди идущие греческие корабли обнаружили 200 турецких кораблей, боевых и транспортов, но безветрие не давало возможность греческому флоту нагнать Ибрагима. Ночью греческий флот продолжал идти по стопам Ибрагима и нагнал его на рассвете 1 ноября у города Ираклион на Крит. Греки могли атаковать либо боевые корабли, либо транспорты. Предпочтение было отдано боевым кораблям. «Было странным видеть как 200 кораблей убегали от 45».
Первым из брандеров атаковал Т. Вокос, но шлюп с 40 турками попытался взять его на абордаж и высадился на корме брандера. Экипажу брандера удалось сбросить их в море. Миаулис приказывает капитану Робоцису атаковать тот же фрегат, но при подходе вражеское ядро попало в открытый порт брандера и экипаж спасся в последний момент. Канарис и ещё один брандер с Идры гонятся за другим фрегатом, но не в состоянии догнать его.
К закату, Ибрагим во главе 12 фрегатов предпринял артиллерийский бой с греческим кораблями. Греческие корабли принимают бой и Ибрагим теперь думает только о спасении. Греческие корабли нарушили линию египетских, после чего турко-египтяне боялись вести пушечный огонь, чтобы не топить свои транспорты. Фрегаты потушили свой фонари, боясь греческих брандеров.
В 11 вечера капитан Стипас и капитан Матрозос пристали один за другим к египетскому бригу и хотя бриг не сгорел, картина горящих брандеров вынудила Ибрагима поднять сигнал «salva chi salva» (спасайся кто может). С этого момента флот Ибрагима обуяла паника. Корабли Ибрагима разбежались кто куда: на островок-крепость Спиналога, Крит, на острова Касос, Карпатос, Родос, а некоторые дошли до Александрии.
Возле острова Касос, «Афина» Сахтуриса, «Арес» Миаулиса и «Фемистокл» Томбазиса нагнали и захватили 4 из 5 транспортов под европейскими флагами.

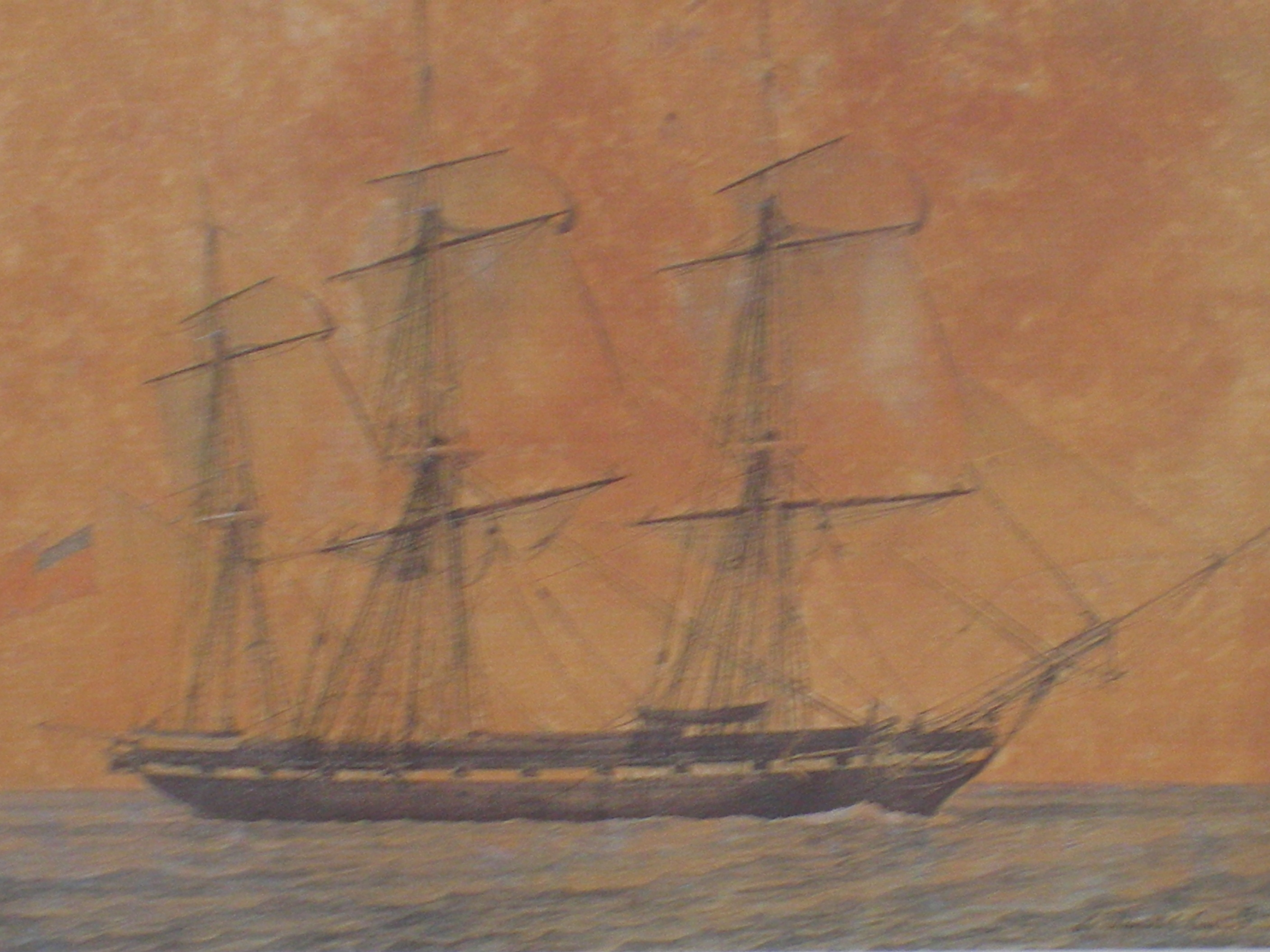
Корвет «Фемистоклис»

## Последствия
- После Самосского сражения, Сражения при Геронтас и последующих сражениях при Митилини и Ираклионе, турки не предпринимали больше никаких попыток захватить Самос. Остров оставался под контролем греков до окончания войны. По решению «Великих держав» и в особенности Великобритании, пытавшейся ограничить территорию возрождающегося греческого государства, остров остался вне пределов Греческого королевства. Однако при этом острову была предоставлена автономия и власть султана была только номинальной. Самосцам удалось провозгласить Энозис, то есть воссоединение с Грецией только в 1913 году, после побед греческого флота в Первой Балканской войне (см. Сражение у Элли, Сражение при Лемносе (1913)).